# Carlo Cestelli Guidi
Carlo Cestelli Guidi (8 febbraio 1906 – Roma, 24 ottobre 1995) è stato un ingegnere italiano.

## Biografia
Pronipote del Prof. Ing. Camillo Guidi.

Figura di spicco tra gli ingegneri civili italiani del XX secolo, si era laureato in Ingegneria Civile all'Università di Roma nel 1931, con Aristide Giannelli, di cui diviene assistente. Libero docente nel 1938, fu professore ordinario di Tecnica delle costruzioni  dal 1969. Ha insegnato presso la Facoltà di Architettura dell'Università di Roma. Ha prodotto importanti studi nel campo delle strutture in cemento armato e cemento armato precompresso, dei ponti, della meccanica dei terreni e della stabilità delle fondazioni. Nel 1949 è stato Presidente dell'Associazione Nazionale Italiana del Cemento Armato Precompresso (ANICAP). Ha vinto diversi concorsi di progettazione di ponti: ponte sul Tevere alla Magliana a Roma nel 1938; insieme a Fabrizio de Miranda e Carmelo Pellegrino Gallo, il Viadotto Italia sul fiume Lao dell'autostrada Salerno-Reggio Calabria nel 1964. Ha realizzato diverse opere importanti: ponte sull'Arno a Incisa (1947), viadotto ferroviario presso Isernia (1949), ponte sul Tevere a Tor di Quinto (1959-61), viadotto San Giuliano dell'Autostrada del Sole presso Nazzano Romano (1962), viadotto Grottalunga sul fiume Tanagro (1966), viadotto sul fosso Jannello (1967). Nel campo della Geotecnica ha progettato insieme a Pierfranco Ventura il consolidamento del Palazzo di Giustizia di Roma (1978) e della Rupe di Orvieto (1980).